# El Atazar
El Atazar ist eine Gemeinde (municipio) mit 107 Einwohnern (Stand: 2024) in der Autonomen Gemeinschaft Madrid im Zentrum Spaniens.

## Lage und Klima
El Atazar liegt etwa 75 Kilometer nordnordöstlich von Madrid in einer Höhe von ca. 995 m. Der Lozoya und der Río de La Puebla werden hier mit der Talsperre El Atazar aufgestaut.
Das Klima ist im Winter rau, im Sommer dagegen gemäßigt bis warm.

## Bevölkerungsentwicklung
| Jahr      | 1970 | 1981 | 1991 | 2001 | 2011 | 2021 |
| Einwohner | 101  | 74   | 88   | 92   | 102  | 109  |

## Sehenswürdigkeiten
- Kirche Santa Catalina (Iglesia de Santa Catalina)

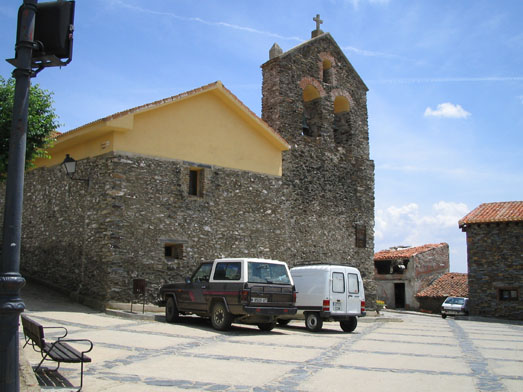
Kirche Santa Catalina